# David Rocha
David Mateos Rocha (ur. 7 lutego 1985 w Cáceres) – hiszpański piłkarz występujący na pozycji pomocnika w Extremadura UD.